# NGC 2789
NGC 2789 је спирална галаксија у сазвежђу Рак која се налази на NGC листи објеката дубоког неба.
Деклинација објекта је + 29° 43' 49" а ректасцензија 9h 14m 59,7s. Привидна величина (магнитуда) објекта NGC 2789 износи 12,6 а фотографска магнитуда 13,5. NGC 2789 је још познат и под ознакама UGC 4875, MCG 5-22-26, CGCG 151-35, IRAS 09120+2956, PGC 26089.